# Албърт Майкелсън
 Албърт Ейбрахам Микелсън (на английски: Albert Abraham Michelson) е американски физик от полски произход, Нобелов лауреат, известен с опита, целящ точно измерване на скоростта на Земята спрямо Световния етер, както и с точни измервания на скоростта на светлината.
През 1907, получава Нобеловата награда за физика, с което става първият американец-нобелист в областта на точните науки.